# Bloqué
Pour les articles homonymes, voir Bloque.
Singles de Casseurs Flowters
Ils sont cools
(2012) La mort du disque
(2013)
Bloqué est un morceau de hip-hop des Casseurs Flowters, produite par Skread. Premier single de leur premier album studio Orelsan et Gringe sont les Casseurs Flowters, il sort le 3 juillet 2013. Le titre du morceau tel qu'il apparaît dans l'album est 18h30 – Bloqué.
La chanson parle de ces deux rappeurs qui éprouvent le blocage de l'auteur, d'où le refrain répétant « J'ai tendance à bloquer ».

## Développement
Le clip est sorti lors de la sortie du single du 3 juillet 2013. Il montre les membres des Casseurs Flowters, Orelsan et Gringe, qui passent leur journée à faire de diverses activités en lien avec les paroles de la chanson. La vidéo commence dans un appartement où les deux rappeurs sont en train de regarder la télévision, et se termine avec un passage d'Orelsan à la plage d'Hossegor le lendemain, avoir quitté une rave avec Gringe.

## Piste
- Téléchargement numérique[3]

1. Bloqué – 3:24

## Classements hebdomadaires
| Classement (2013)                              | Meilleure position |
| ---------------------------------------------- | ------------------ |
| Belgique (Wallonie Ultratip Bubbling Under 50) | 40                 |
| France (SNEP)                                  | 70                 |
| France (SNEP Téléchargement)                   | 70                 |